# استان مونتزا و بریانتزا
استان مونتزا و بریانتزا (به ایتالیایی: Provincia di Monza and Brianza) از استان‌های کشور ایتالیا است. استان مونتزا و بریانتزا در شمال این کشور قرار دارد. مرکز این استان شهر مونتزا و زیرمجموعه ناحیه لمباردی می‌باشد. مساحت این استان ۳۶۴ کیلومتر مربع و جمعیت آن ۸۵۹٬۰۴۴ نفر است.

## نگارخانه

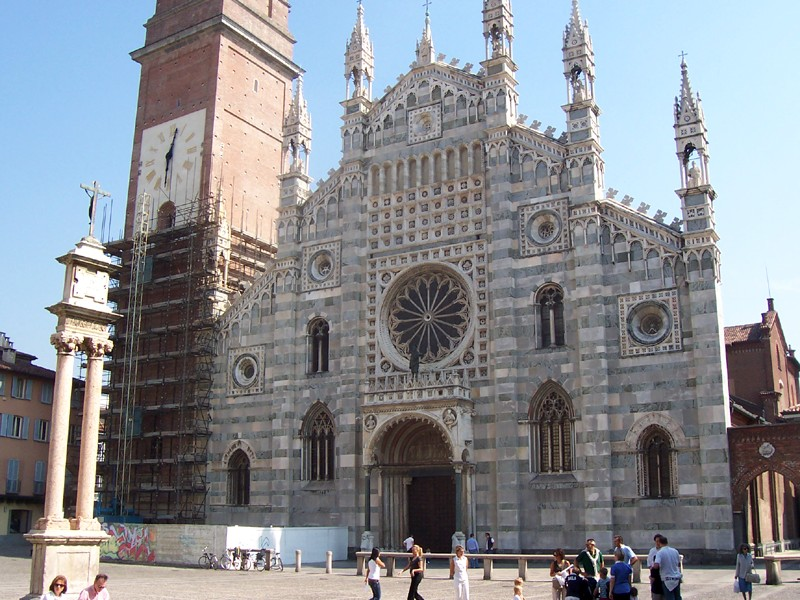
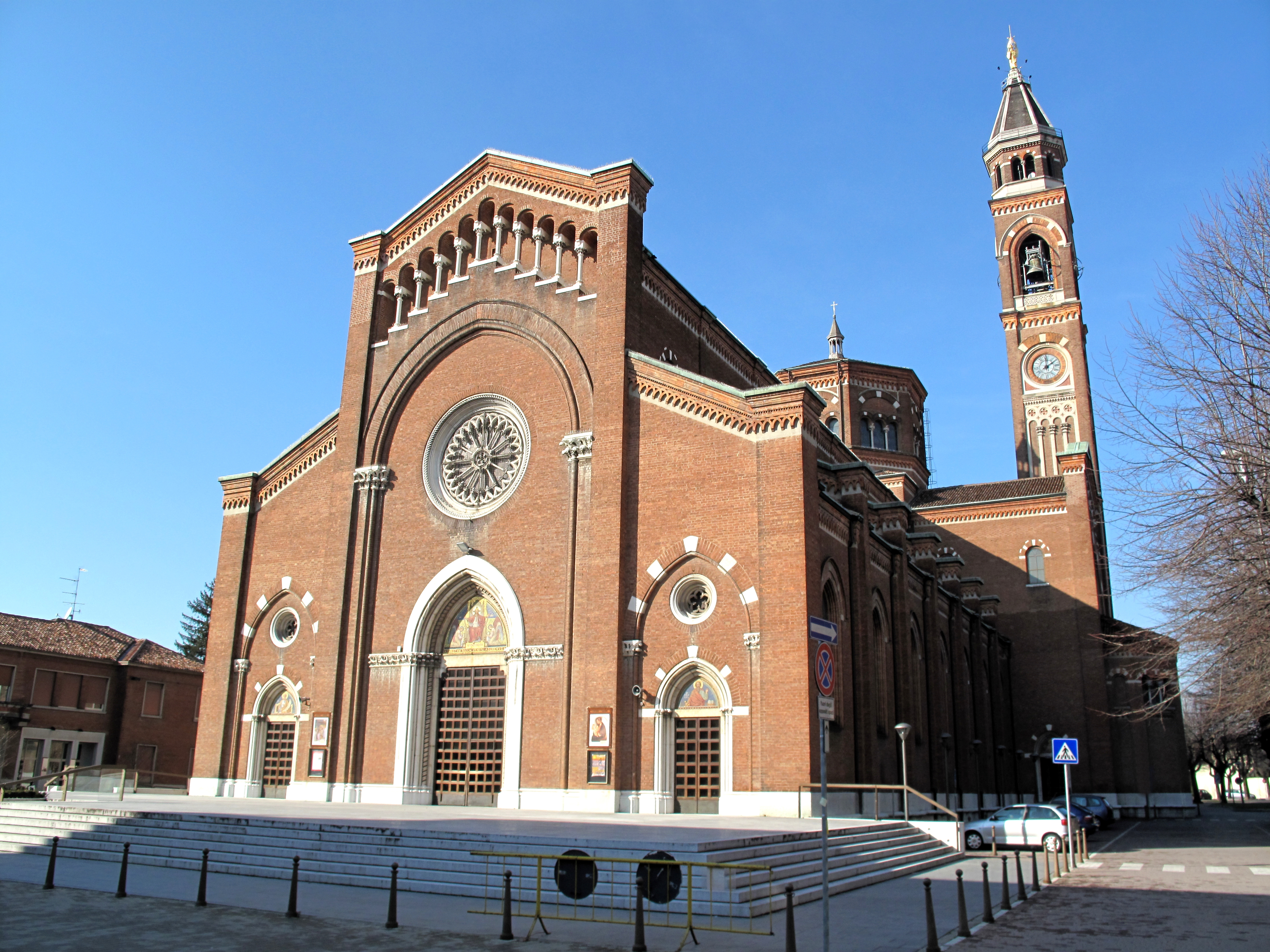
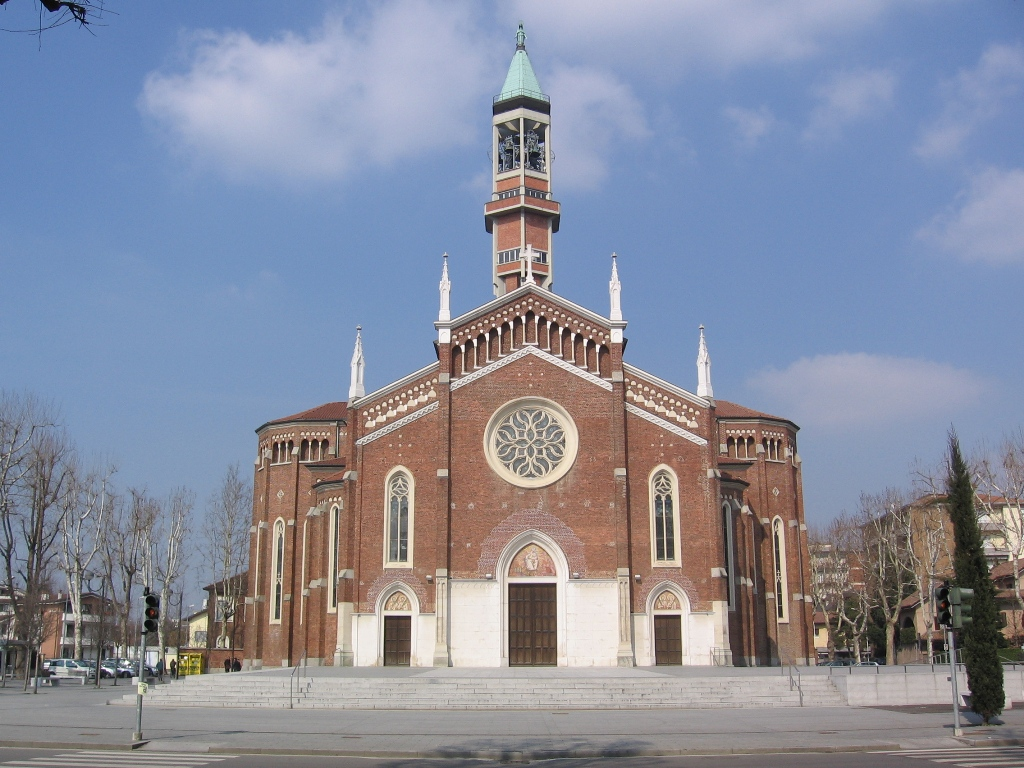
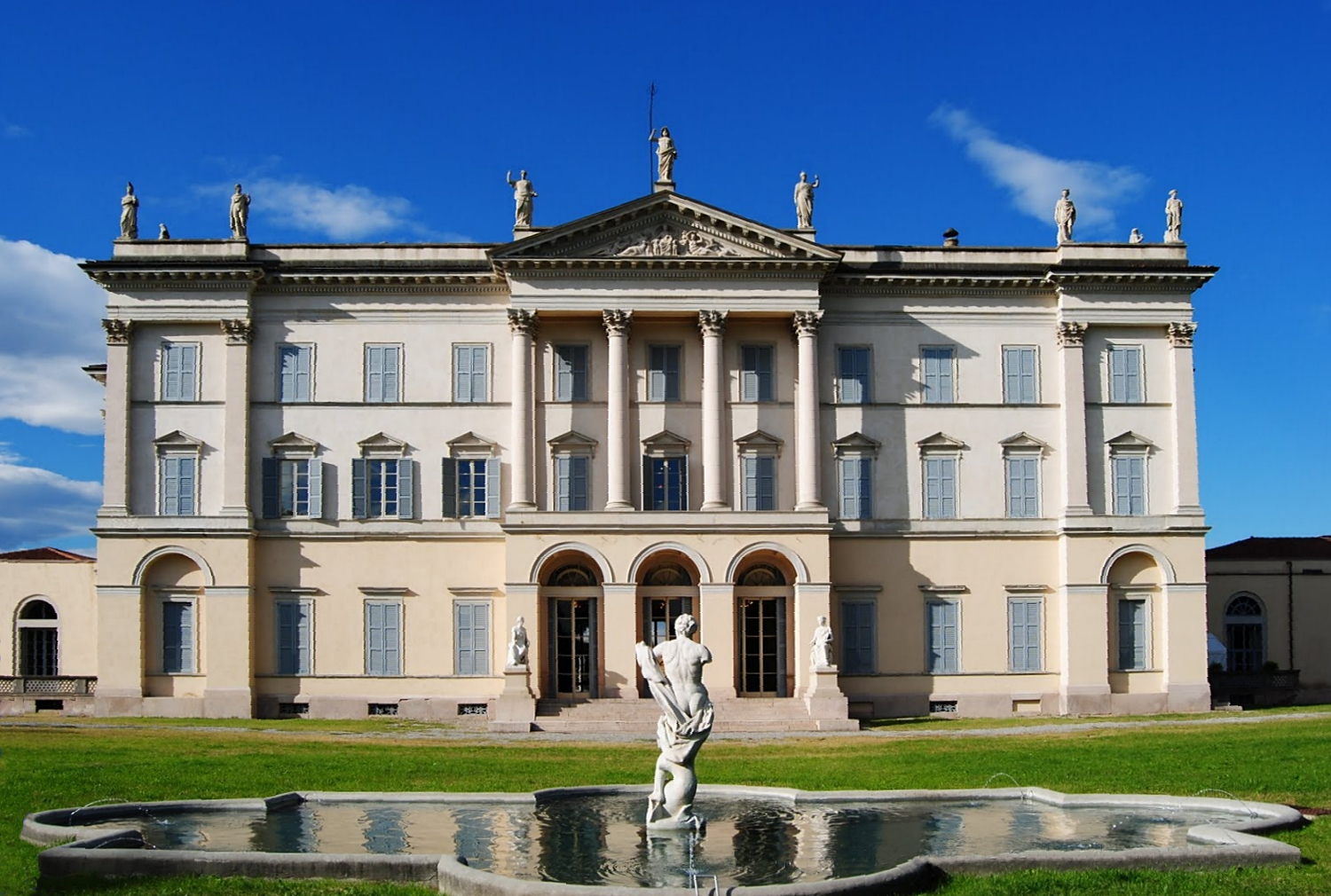
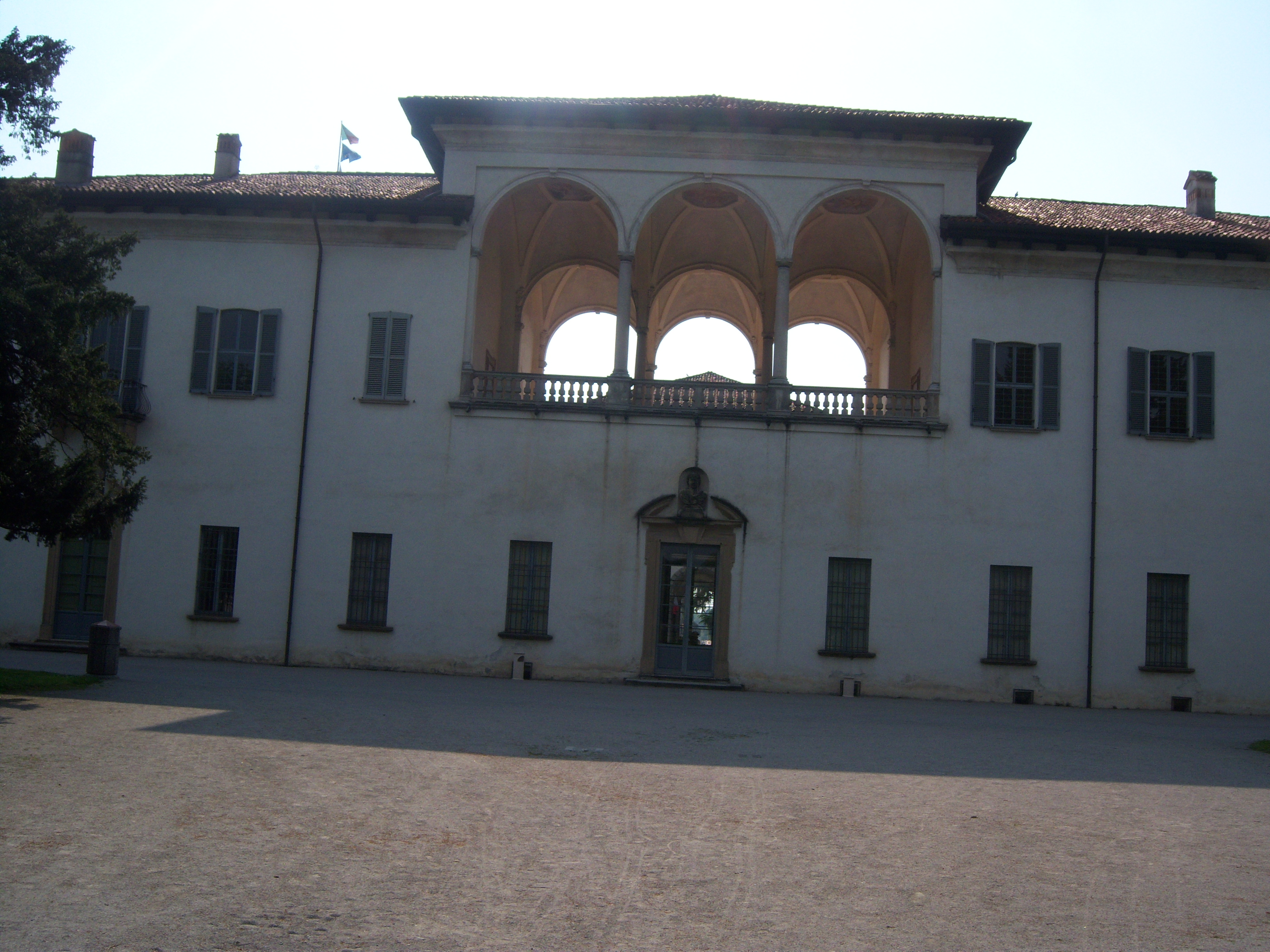
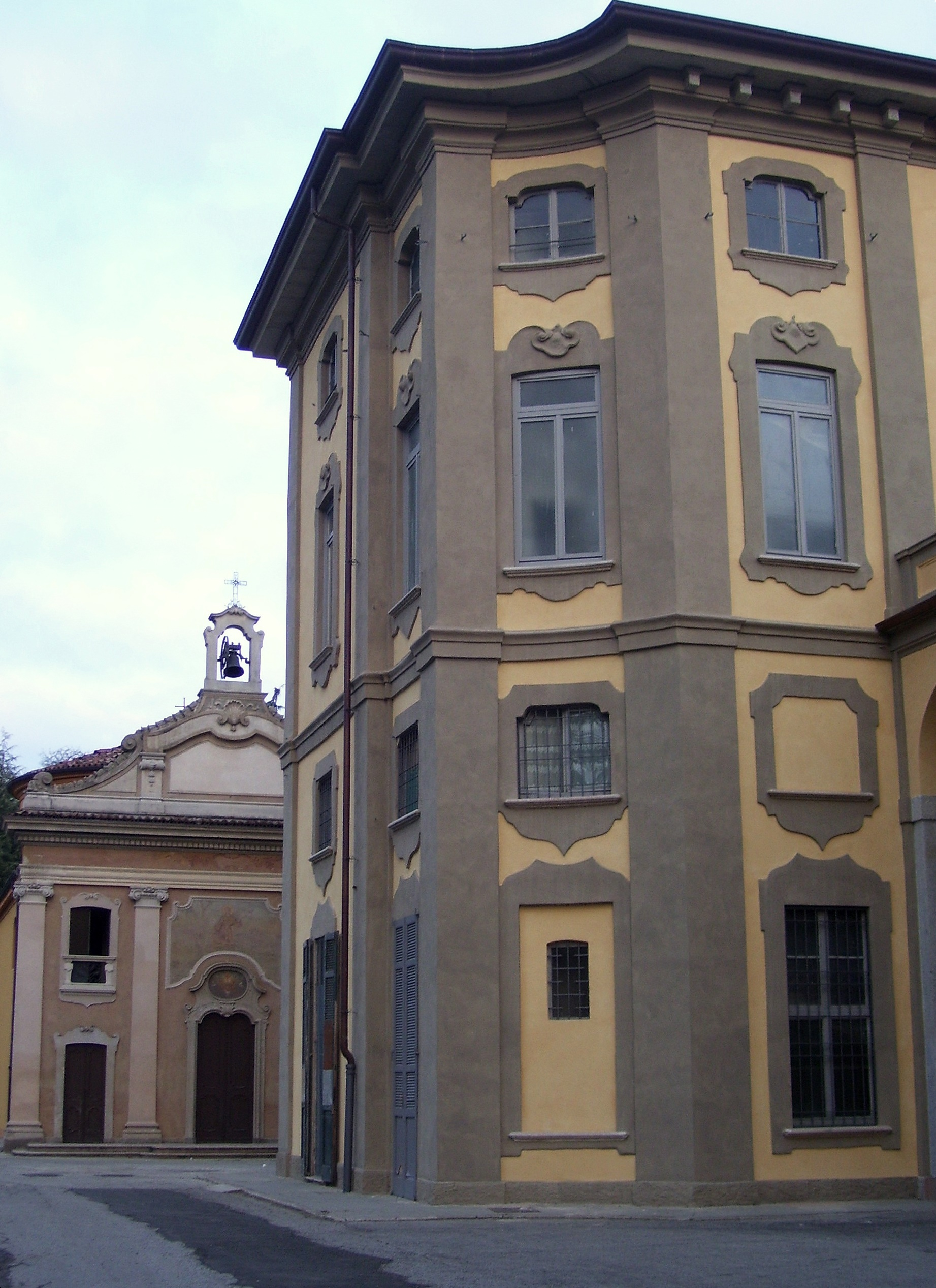
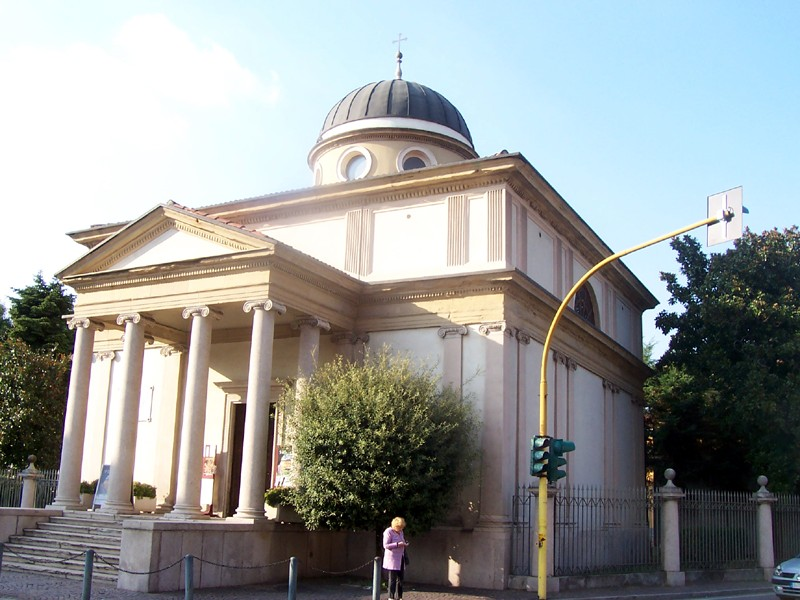
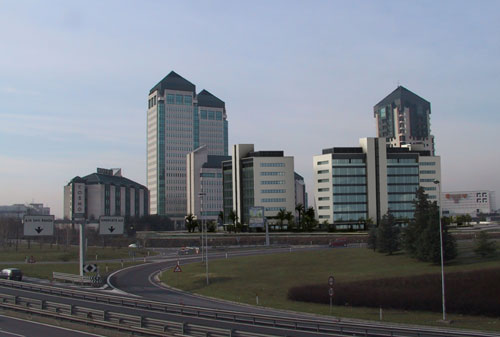